# Joanna Pascale
Joanna Pascale  (* 25. Februar 1979 in Philadelphia, Pennsylvania) ist eine US-amerikanische Jazzsängerin, die nebenamtlich als Hochschullehrerin tätig ist.

## Leben
Pascale wuchs auf in Philadelphia. Als Tochter einer streng religiösen Mutter war ihr als Kind nicht erlaubt, weltliche Musik hören. Im frühen Teenageralter hörte sie Good Morning Heartache von Billie Holiday, was ihrem Leben eine neue Richtung gab. Sie entdeckte Sarah Vaughan, Nancy Wilson und Jimmy Scott, außerdem dass ihr Großvater Amateur-Jazzmusiker gewesen war. Fortan besuchte sie die Settlement Music School, später die Philadelphia High School for the Creative and Performing Arts. Als 15-jährige Zehntklässlerin übernahm sie das Amt des Kantors in der katholischen St. Philip Neri Church, das sie über viele Jahre verantwortlich leitete.
Sie graduierte 2004 in Jazz Studies am Boyer College of Music and Dance an der Temple University; zu ihren Lehrern gehörten Terell Stafford und Bruce Barth. Pascale blieb nach ihrem Abschluss und arbeitet dort seither nebenamtlich als Hochschullehrer und Koordinatorin des Jazzvokalstudiums.
Pascale trat rund ein Jahrzehnt lang dreimal wöchentlich mit der Hausband im Philadelphia Jazzclub 'Sole Food' auf. Während dieser Zeit veröffentlichte sie drei Alben und erweiterte ihr Repertoire auf über 400 Songs. Zudem tourte sie mit der Ed Vezinho/Jim Ward Big Band. Sie sang auf Jeremy Pelts Album Soul (HighTone 2011) ebenso wie auf Orrin Evans Orrin Evans Live All over The Place (2009).

## Diskografie
— unter eigenem Namen:
- 2015: Wildflower, Album, Stiletto Records
- 2010: Play the Great American Songbook (mit Anthony Wonsey), Album, Stiletto Records
- 2008: Through My Eyes,[7]  Album, Stiletto Records
- 2003: When Lights Are Low, Album, CAP

— als Sidewoman/Gastmusikerin:
- 2013: Larry McKenna: From All Sides
- 2012: Jeremy Pelt: Soul, HighNote Records
- 2011: Temple University Jazz Band: To Thad With Love: A Tribute to Thad Jones, CD Baby

## Belege
1. ↑  Philly jazz vocalist Joanna Pascale on bringing her decade-long gig performing at Loews to a close tonight and tomorrow, thekey.xpn.org vom 31. Oktober 2013, abgerufen am 21. Mai 2015
2. 1 2  Profile Joanna Pascale, All About Jazz, abgerufen am 21. Mai 2015
3. ↑  Boyer College of Music and Dance Faculty Staff, Temple University, abgerufen am 21. Mai 2015
4. ↑  Jazz Departments: The Philadelphia Jazz Scene, JazzTimes vom 7. Dezember 2011, abgerufen am 21. Mai 2015
5. ↑  Ed Vezinho/Jim Ward Big Band featuring Joanna Pascale (Memento des Originals vom 23. Mai 2015 im Internet Archive)  Info: Der Archivlink wurde automatisch eingesetzt und noch nicht geprüft. Bitte prüfe Original- und Archivlink gemäß Anleitung und entferne dann diesen Hinweis., South Jersey Jazz Societ, April 2015, abgerufen am 21. Mai 2015
6. ↑  Joanna Pascale with the Orrin Evans Trio, YouTube-Video vom 7. Mai 2009
7. ↑  Through My Eyes Review by Alex Henderson auf Allmusic, abgerufen am 22. Mai 2015

| Personendaten    | Personendaten                 |
| ---------------- | ----------------------------- |
| NAME             | Pascale, Joanna               |
| KURZBESCHREIBUNG | US-amerikanische Jazzsängerin |
| GEBURTSDATUM     | 25. Februar 1979              |
| GEBURTSORT       | Philadelphia, Pennsylvania    |